# Bajo las banderas, el sol
Bajo las banderas, el sol (internationaler Titel: Under the Flags, the Sun) ist ein paraguayischer Dokumentarfilm von Juanjo Pereira, der bei der Berlinale 2025 Premiere feierte.

## Inhalt
Am Ende der Diktatur von Alfredo Stroessner wurde das paraguayische Filmarchiv zerstört, um eine nachträgliche Beurteilung der Landesgeschichte zu verhindern. Aus verbliebenem Archivmaterial entsteht ein Einblick in die 34 Jahre andauernde Diktatur.

## Produktion
Der Film wurde bei der Branchenveranstaltung Hot Docs Documentary Film Festival mit dem dritten Platz ausgezeichnet und gewann den APORDOC Arché Preis beim DOC Lissabon.
Die Produktion wurde unterstützt von Ibermedia Programme, Instituto Nacional del Audiovisual Paraguayo (INAP), Fondo Nacional para la Cultura y las Artes (Fondec), Instituto Nacional del Cine y el Audiovisual Argentino (INCAA), IDFA Bertha Fund (Niederlande) und Aide aux Cinémas du Monde France.
Der Film wurde aus 120 Stunden Archivmaterial rekonstruiert, die in Paraguay und im Ausland gefunden wurden.

## Rezeption
Er feierte am 17. Februar auf der Berlinale 2025 in der Kategorie Panorama Premiere, wofür er den FIPRESCI-Preis gewann. Regisseur Pereira zeigte ich begeistert über den großen Zuspruch für seinen Film. Als einziger Paraguayer auf dem Festival hofft er, dass sich die Filmindustrie in seinem Heimatland durch den Erfolg verbessern könne.
Nadia Gomez von Pausa schrieb, der Film sei ein wirkungsvolles Instrument, um über die Vergangenheit nachzudenken, die Gegenwart zu hinterfragen und eine bewusstere und kritischere Zukunft aufzubauen.